# Dialineura analis
Dialineura analis är en tvåvingeart som först beskrevs av Carl von Linné 1761.  Dialineura analis ingår i släktet Dialineura, och familjen stilettflugor. Arten är reproducerande i Sverige.